# هولدن بارینو

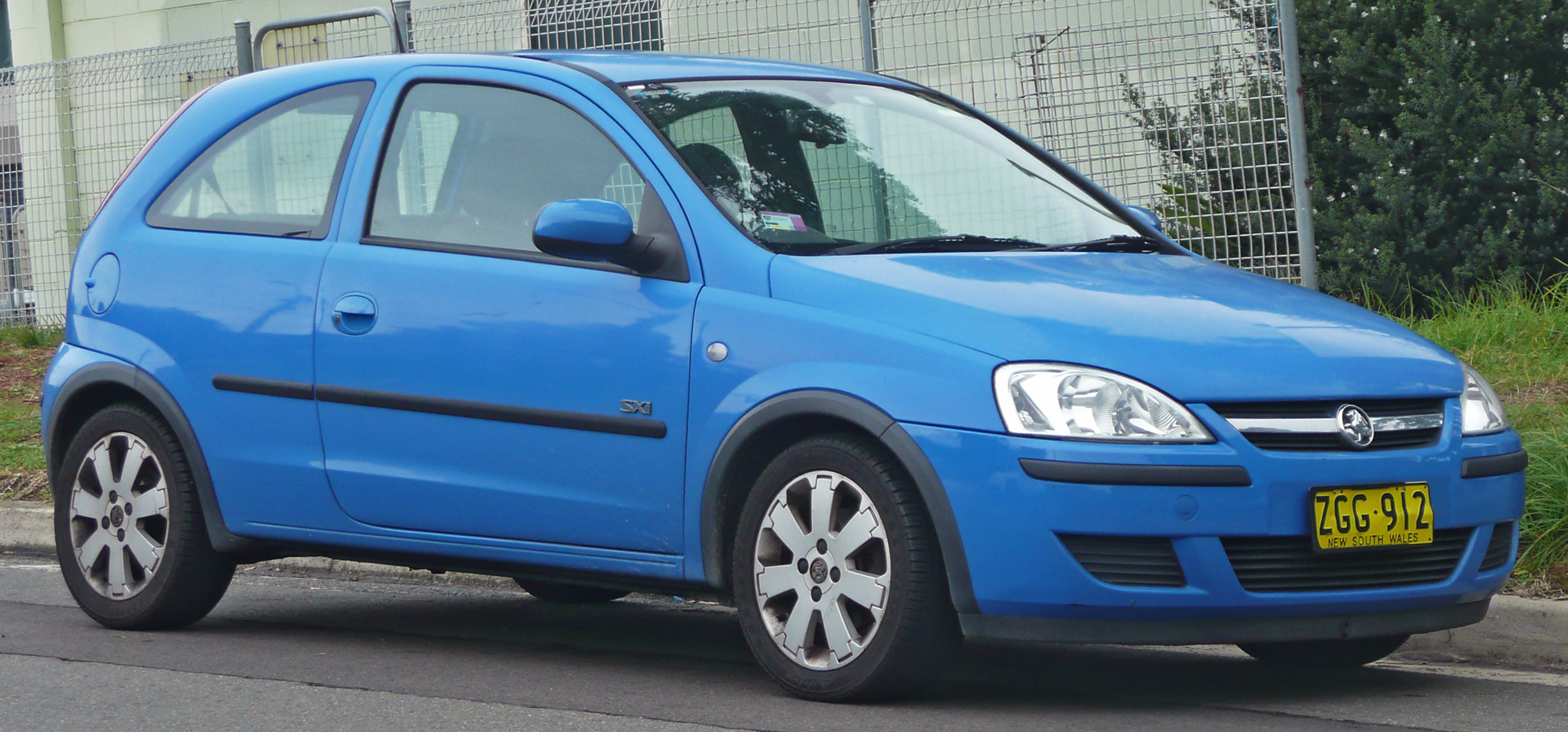

هولدن بارینو (Holden Barina) خودرویی است که از سال ۱۹۸۵ تا کنون در هاماماتسو، ژاپن، ساراگوسا، اسپانیا و کره جنوبی تولید شده‌است. است. 

## نگارخانه

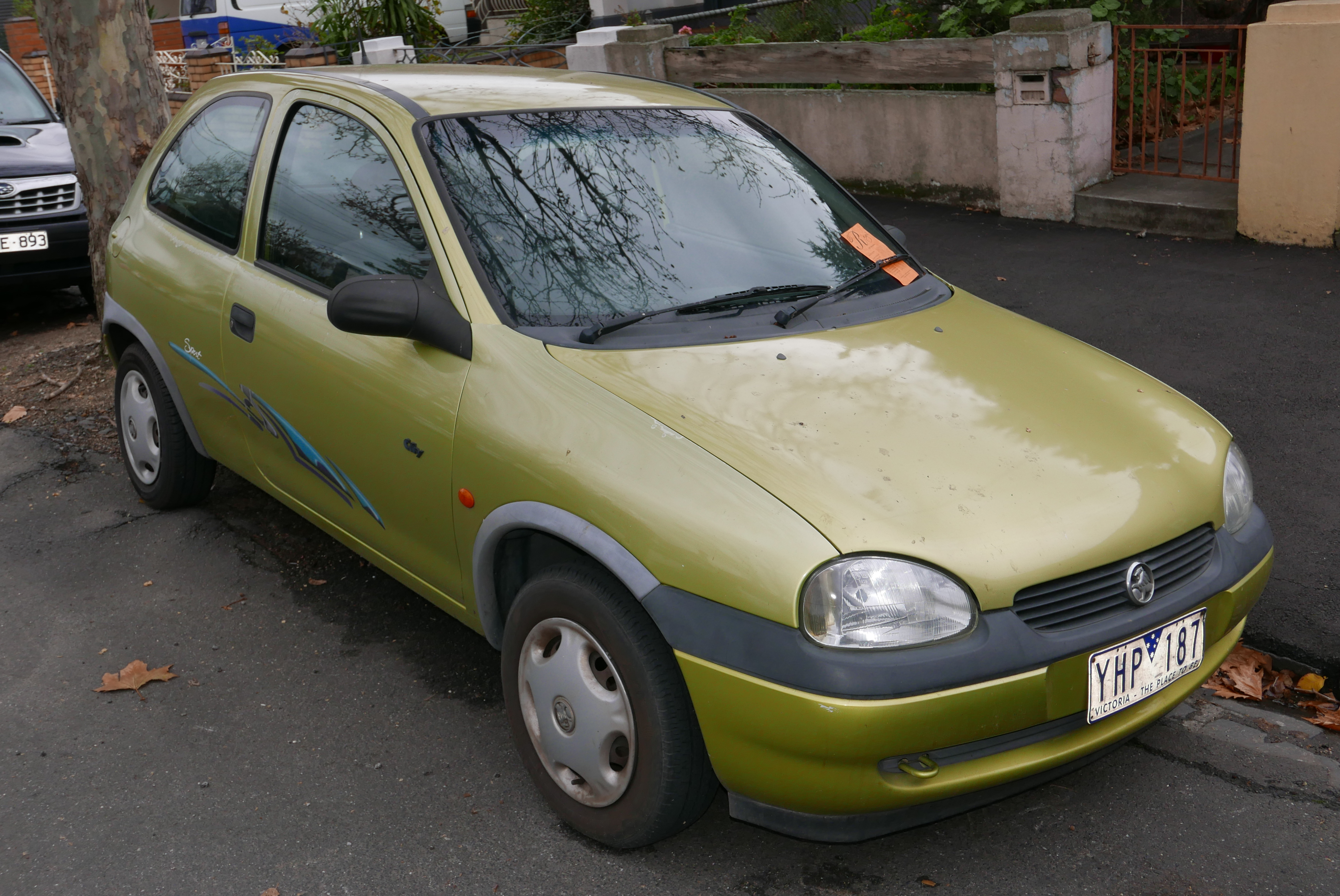
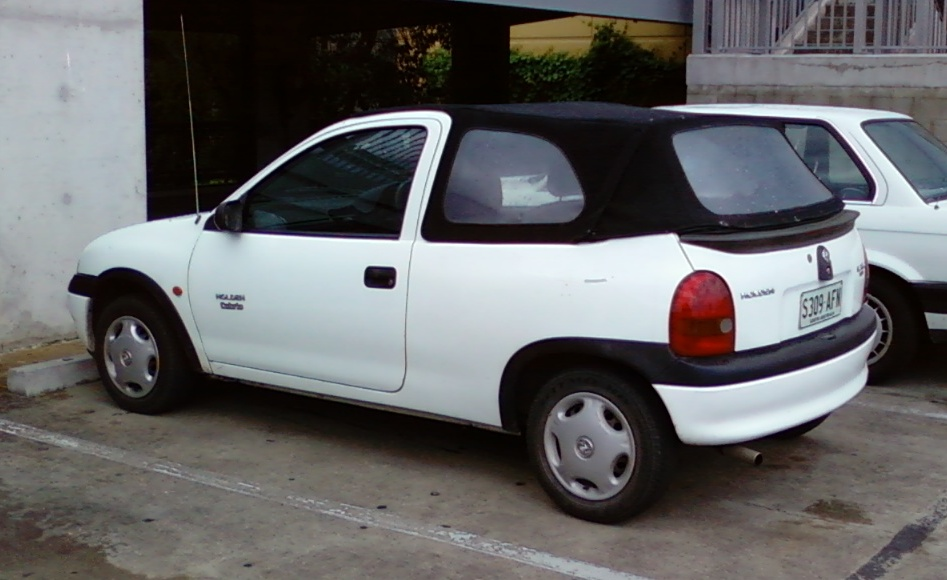